# Сахаро-аравійська область

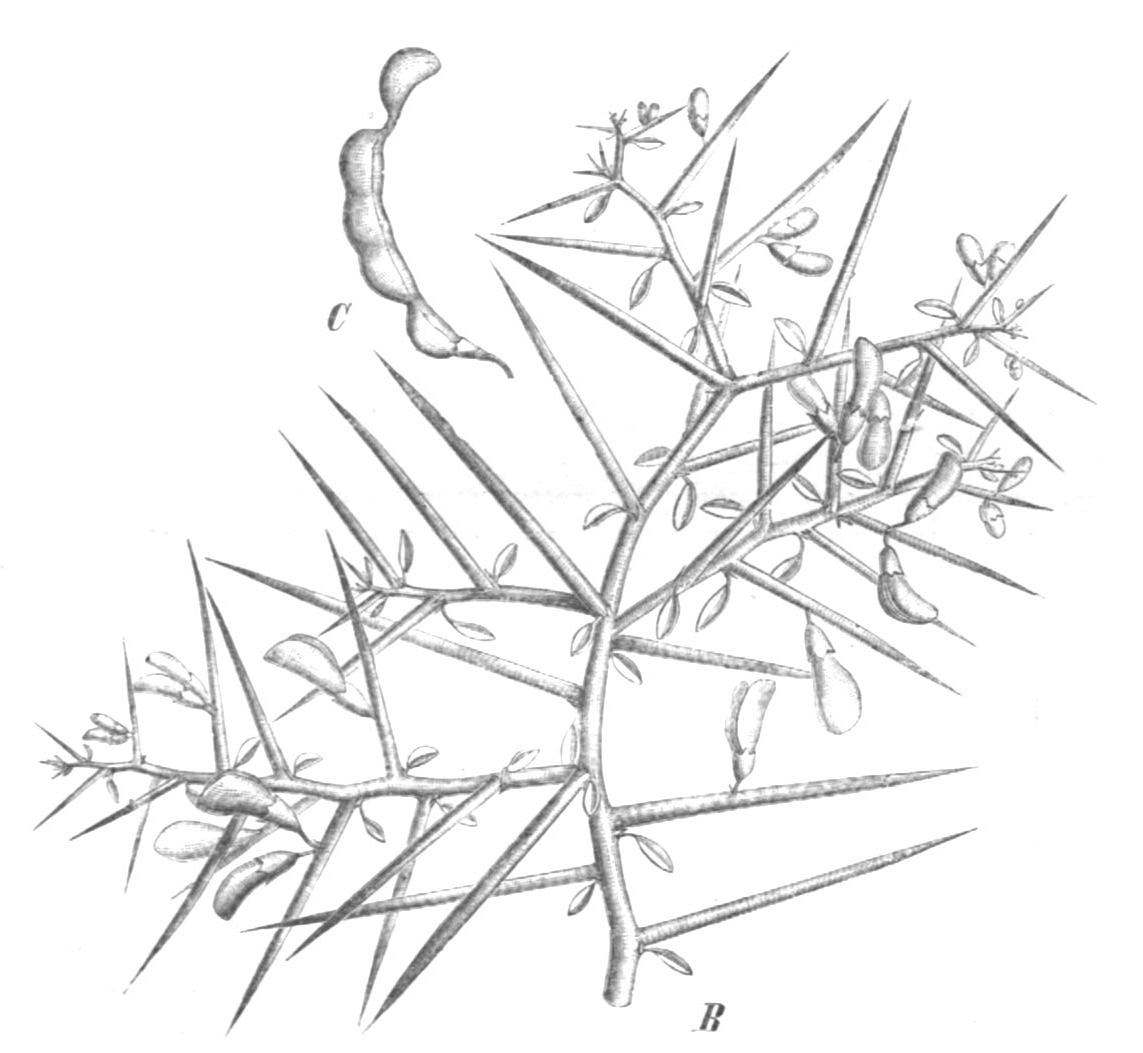
Верблюжа колючка Alhagi maurorum

Сахаро-аравійська область — область у флористичному районуванні в біогеографії. Входить в Давнє середземноморське підцарство, включає середземноморське узбережжя Африки, частину Аравійського півострова, ті райони, які входять до зони субтропічного клімату. Інша частина Аравії входить в Африканське підцарство. Охоплює гірські райони Атласу, частину пустель.

## Флора
Флора цієї області не багата і має перехідний характер. Тут досить багато видів з сусідніх областей (Середземноморської і Ірано-Туранської). Наприклад, джузгун (Calligonum), верблюжа колючка (Alhagi).
На півдні з'являються представники суданської флори. Немало ендемічних родів, видовий ендемізм складає 25%. Характерні сукуленти, (алое, молочайні), злаки, парнолисник (ендемік).